# 오도넬역
오도넬역(스페인어: O'Donnell)은 마드리드 지하철 6호선의 역이다. 마드리드 레티로 구의 이비사 지역과 살라망카 구의 푸엔테델베로 지역, 고야 지역 사이에 걸쳐 있으며, 오도넬 거리와 독토르 에스케르도 거리가 만나는 교차로 지하에 위치해 있다. 요금구역 상으로는 A구역에 속한다.

## 역사
1979년 10월 10일 10호선의 파시피코-콰트로 카미노스 구간 개통과 함께 문을 열었다. 역명은 오도넬 거리에서 따왔으며, 19세기 스페인의 정치인 레오폴도 오도넬에서 유래한 이름이다.

## 환승 정보
역 주변에 시내버스 정류장이 다섯 곳 있다. 공항노선이 두 개가 다닌다.
버스
- 시내버스
  - 2, 28, 30, 56, 71, 143, 156, E2, E3, E4번 노선 (주간)
  - N6 번 노선 (야간)
- 공항버스
  - 203번 노선 (주간), N27번 노선 (야간)

지하철
| 마드리드 지하철         | 마드리드 지하철       | 마드리드 지하철      |
| ----------------------- | --------------------- | -------------------- |
| 사인스 데 바란다 순환선 | 마드리드 지하철 6호선 | 마누엘 베세라 순환선 |